# René Van Meenen
René Van Meenen (Drongen, Gant, 14 de gener de 1931) va ser un ciclista belga que va ser professional entre 1956 i 1967. La victòria més important fou una etapa de la Volta a Espanya de 1961 i l'Omloop Het Volk de 1963.

## Palmarès
- 1953
  - 1r al Gran Premi François-Faber
  - Vencedor d'una etapa a la Volta a Limburg amateur
- 1954
  - 1r a la Volta a Egipte
  - Vencedor de 2 etapes de la Cursa de la Pau
- 1955
  - 1r a la Volta a Holanda del Nord
- 1958
  - 1r a Brussel·les-Charleroi-Brussel·les
- 1959
  - 1r a Brussel·les-Charleroi-Brussel·les
- 1961
  - 1r al Stadsprijs Geraardsbergen
  - Vencedor d'una etapa de la Volta a Espanya
- 1963
  - 1r l'Omloop Het Nieuwsblad
  - 1r al Tour de Flandes Occidental
- 1966
  - 1r al Circuit de Bèlgica central

### Resultats a la Volta a Espanya
- 1959. Abandona
- 1961. Abandona. Vencedor d'una etapa
- 1962. Abandona

### Resultats al Tour de França
- 1963. Abandona (16a etapa)
- 1964. Abandona (7a etapa)

### Resultats al Giro d'Itàlia
- 1963. 67 de la Classificació general